# Laurent Aboulin
Laurent Aboulin est un pilote français de vol à voile, champion national et champion du monde.

## Palmarès

### Championnats du monde
- médaille de bronze en 2024, en classe open (JS1C) à Uvalde (Etats-Unis)
- Médaille d'or en 2016, en classe biplace (Arcus T), à Pociūnai (Lituanie)
- Médaille d'or en 2012, en classe open (Quintus M), à Uvalde (États-Unis)
- Médaille de bronze en 2003, en classe standard (Discus 2 A), à Lezno (Pologne)
- Médaille d'or en 2001, en classe standard (Discus 2 A), à Mafeking (Afrique du Sud)
- Médaille de bronze en 1999, en classe standard (Discus 2 B), à Bayreuth (Allemagne)

### Championnats d'Europe
- Médaille d'argent en 2009, en classe open (ASW22 BLE), à Nitra (Slovaquie)
- Médaille d'argent en 2007, en classe open (Nimbus 4 T), à Issoudun (France)
- Médaille d'argent en 1996, en classe standard (LS8-a), à Räyskälä (Finlande)

### Championnats de France
- 12  Champion de France entre 1990 et 2019